# 大沼淳
大沼 淳（おおぬま　すなお、1928年4月11日 - 2020年11月21日）は、学校法人文化学園の元理事長。日本私立大学協会会長。海軍兵学校76期修了生、元人事院官僚。

## 略歴
- 1928年（昭和3年）4月：長野県下水内郡飯山町（現飯山市）で生まれる。のち旧制飯山中学（長野県飯山北高等学校）卒業。
- 1944年（昭和19年）10月：海軍兵学校入学（76期）
- 1945年（昭和20年）10月：終戦により第2学年扱いで修了する。
- 1949年（昭和24年）：人事院事務官（文部省担当官）採用。
- 1957年（昭和32年）：人事院を退職、並木学園（現文化学園）理事となり、文化出版局の経営責任者となる。
- 1960年（昭和35年）：同学園理事長に就任する。
- 1964年（昭和39年）：文化女子大学を創設。
- 1969年（昭和44年）：文化女子大学学長（文化女子大学室蘭短期大学の学長も兼任。）
- 2017年（平成29年）6月30日：文化学園大学・短期大学部の学長を退任[1]。
- 2019年（令和元年）：学校法人文化学園の理事長を退任。
- 2020年（令和2年）11月21日：死去。92歳没[2][3]。

## 韓国文化交流の推進
宗徳恵と正恵の着用していた韓服や化粧台・裁縫箱などの愛用品が文化学園服飾博物館に李親王からの寄贈を初代学長が受けて収蔵・展示していたが、2015年6月に日韓の文化的友好協力の増進を希望する大沼により徳恵の韓服のうち7点が長年の親交を持つ韓国人と協力して韓国文化財庁に寄贈された。

## 受賞・栄典
- 1980年 - 第1回衣服文化賞
- 1984年 - 藍綬褒章
- 1985年 - 第6回日本文化デザイン賞 企画文化デザイン賞
- 2002年 - ルーマニア功績勲章勲二等
- 2003年 - 勲二等瑞宝章、啓明大学校名誉教育学博士
- 2004年 - 服飾教育文化章特別賞、飯山市名誉市民
- 2006年 - 全国日本学士会アカデミア賞
- 2009年 - 渋谷区名誉区民[6]

## 著書
- 『教育職員現行給与の解説』（藤牧直と共著）1952年
- 『教職員の給与制度詳説』1957年
- 『ノブレス・オブリージュの「こころ」―リーダーは世のため人のためにあれ』 2013年